# Kosin (powiat drawski)
Kosin (niem. Heidehof, od 1939 r. Heidhof) – osada w Polsce położona w województwie zachodniopomorskim, w powiecie drawskim, w gminie Czaplinek. W latach 1975–1998 miejscowość administracyjnie należała do województwa koszalińskiego. W roku 2007 osada liczyła 23 mieszkańców. Miejscowość wchodzi w skład sołectwa Machliny.

## Geografia
Osada leży ok. 1 km na południe od Machlin, przy drodze wojewódzkiej nr 163.